# Slanke gaasvlieg
De slanke gaasvlieg (Peyerimhoffina gracilis) is een insect uit de familie van de gaasvliegen (Chrysopidae), die tot de orde netvleugeligen (Neuroptera) behoort. 
Peyerimhoffina gracilis is voor het eerst wetenschappelijk beschreven door Schneider in 1851.